# 罗比·佩登
罗比·佩登（英語：Robbie Peden，1973年11月11日—），澳大利亚男子拳击运动员。他曾代表澳大利亚参加1994年英联邦运动会拳击比赛，获得一枚金牌。他也曾参加1992年和1996年夏季奥运会。